# Circondario del Palatinato Sudoccidentale
Il circondario del Palatinato sudoccidentale (in tedesco Landkreis Südwestpfalz) è uno dei circondari rurali della Renania-Palatinato, in Germania.

Comprende 3 città e 81 comuni.

La sede amministrativa si trova nella città extracircondariale di Pirmasens. Il centro maggiore è Waldfischbach-Burgalben.

## Geografia antropica

### Suddivisioni amministrative
Tra parentesi gli abitanti al 31 dicembre 2021, il capoluogo della comunità amministrativa è contrassegnato da un asterisco.
- Verbandsgemeinde Dahner Felsenland, con i comuni:

1. Bobenthal (289)
2. Bruchweiler-Bärenbach (1 585)
3. Bundenthal (1 073)
4. Busenberg (1 187)
5. Dahn, città * (4 508)
6. Erfweiler (1 195)
7. Erlenbach bei Dahn (319)
8. Fischbach bei Dahn (1 473)
9. Hirschthal (84)
10. Ludwigswinkel (787)
11. Niederschlettenbach (279)
12. Nothweiler (126)
13. Rumbach (410)
14. Schindhard (524)
15. Schönau (Renania-Palatinato) (417)

- Verbandsgemeinde Hauenstein, con i comuni:

1. Darstein (204)
2. Dimbach (183)
3. Hauenstein * (3 990)
4. Hinterweidenthal (1 540)
5. Lug (Germania) (606)
6. Schwanheim (591)
7. Spirkelbach (675)
8. Wilgartswiesen (976)

- Verbandsgemeinde Pirmasens-Land, con i comuni:

1. Bottenbach (735)
2. Eppenbrunn (1 297)
3. Hilst (315)
4. Kröppen (700)
5. Lemberg (3 708)
6. Obersimten (623)
7. Ruppertsweiler (1 505)
8. Schweix (280)
9. Trulben (1 151)
10. Vinningen (1 670)

- Verbandsgemeinde Rodalben, con i comuni:

1. Clausen (1 461)
2. Donsieders (902)
3. Leimen (Renania-Palatinato) (958)
4. Merzalben (1 196)
5. Münchweiler an der Rodalb (2 866)
6. Rodalben, città * (6 703)

- Verbandsgemeinde Thaleischweiler-Wallhalben, con i comuni:

1. Biedershausen (184)
2. Herschberg (813)
3. Hettenhausen (234)
4. Höheischweiler (830)
5. Höhfröschen (897)
6. Knopp-Labach (406)
7. Krähenberg (172)
8. Maßweiler (941)
9. Nünschweiler (749)
10. Obernheim-Kirchenarnbach (1 614)
11. Petersberg (890)
12. Reifenberg (797)
13. Rieschweiler-Mühlbach (2 068)
14. Saalstadt (324)
15. Schauerberg (180)
16. Schmitshausen (403)
17. Thaleischweiler-Fröschen * (3 228)
18. Wallhalben (832)
19. Weselberg (1 323)
20. Winterbach (Pfalz) (502)

- Verbandsgemeinde Waldfischbach-Burgalben, con i comuni:

1. Geiselberg (768)
2. Heltersberg (2 030)
3. Hermersberg (1 740)
4. Höheinöd (1 210)
5. Horbach (Palatinato sudoccidentale) (503)
6. Schmalenberg (757)
7. Steinalben (382)
8. Waldfischbach-Burgalben * (4 629)

- Verbandsgemeinde Zweibrücken-Land, con i comuni:

1. Althornbach (678)
2. Battweiler (652)
3. Bechhofen (2 163)
4. Contwig (5 007)
5. Dellfeld (1 377)
6. Dietrichingen (341)
7. Großbundenbach (338)
8. Großsteinhausen (570)
9. Hornbach, città (1 427)
10. Käshofen (636)
11. Kleinbundenbach (431)
12. Kleinsteinhausen (749)
13. Mauschbach (301)
14. Riedelberg (470)
15. Rosenkopf (364)
16. Walshausen (320)
17. Wiesbach (498)